# Kolokóltsevo
Kolokóltsevo (en rus: Колокольцево) és un poble de l'óblast de Vladímir, a Rússia, segons el cens del 2010 tenia 6 habitants. Pertany al districte municipal de Iúriev-Polski.